# Битка при Камбре
Битката при Камбре ( Битката при Камбре, 1917 г., Първата битка при Камбре и Schlacht von Cambrai ) е британска атака през Първата световна война, последвана от най-голямата германска контраатака срещу британските експедиционни сили (BEF) от 1914 г. насам. град Камбре, в департамента Север, във Франция, беше важен център за снабдяване за германската Siegfriedstellung (известна на британците като линията Хинденбург ) и превземането на града и близкия хребет Бурлон би застрашило тила на германската линия на север. Генерал-майор Хенри Тюдор, командир на Кралската артилерия (CRA) от 9-та (шотландска) дивизия, се застъпва за използването на нова артилерийско-пехотна тактика в своя сектор от фронта. По време на подготовката JFC Fuller, щабен офицер от танковия корпус, търси места за използване на танкове за нападения. Генерал Джулиан Бинг, командир на Трета армия, решава да обедини двата плана. Френската и британската армия са използвали масово танкове по-рано през 1917 г., макар и със значително по-малък ефект.
След големия британски успех през първия ден, механичната ненадеждност, германската артилерия и защитата на пехотата разкриват слабостите на танка Mark IV. На втория ден само около половината от танковете са оперативни и британският напредък е ограничен. В Историята на Великата война британският официален историк Уилфрид Майлс и съвременните учени не приписват изключителна заслуга за първия ден на танковете, а обсъждат едновременната еволюция на артилерията, пехотата и танковите методи. Многобройни разработки от 1915 г. насам са узрели в Камбре, като прогнозиран артилерийски огън, звуков обхват, тактика за проникване на пехотата, координация пехота-танк и непосредствена въздушна подкрепа. Техниките на индустриалната война продължават да се развиват и играят жизненоважна роля по време на Стодневната офанзива през 1918 г., заедно със замяната на танка Mark IV с подобрени типове. Бързото подсилване и отбраната на Бурлонския хребет от германците, както и тяхната контраатака, също бяха забележителни постижения, които дадоха надежда на германците, че една нападателна стратегия може да сложи край на войната, преди американската мобилизация да стане огромна. Успешните относително бързи британско настъпление и немски контранастъпление превръщат Битката при Камбре в началото на края на Позиционната война на Западния фронт.

## Прелюдия

### Британски план
Тактика на Западния фронт, 1917 г.
Област Камбре, 1917 г
Предложенията за операция в района на Камбре с използване на голям брой танкове произхождат от бригаден генерал Хю Елс от танковия корпус, а разчитането на тайното прехвърляне на артилерийските подкрепления да бъдат „тихо регистрирани“, за да се спечели изненада, идва от Хенри Хю Тюдор, командир от артилерията на 9-та (шотландска) пехотна дивизия. През август 1917 г. Тудор замисля идеята за изненадваща атака в сектора на IV корпус, той предлага предимно артилерийско-пехотна атака, която ще бъде подкрепена от малък брой танкове, за да се осигури пробив на германската линия Хинденбург. Германската защита беше страхотна; Камбре беше тих фронт и германците бяха изградили сложна защита в дълбочина.
Планът на Тюдор се стреми да тества нови методи в комбинираните оръжия, с акцент върху тактиката на съвместната артилерия и пехотата, за да види колко ефективни са те срещу германските укрепления. Тюдор се застъпва за използването на новия звуков диапазон и безшумната регистрация на оръжията за постигане на незабавно потискане на огъня и изненада. Той също така искаше да използва танкове, за да разчисти пътеките през дълбоките препятствия от бодлива тел пред германските позиции, като същевременно подкрепяше танковата сила с взривател No. 106, предназначен да взривява високоексплозивни (HE) боеприпаси, без да образува кратери в земята, за да допълни броня.

### Въздушна поддръжка
Две седмици преди началото на битката Кралският летящ корпус (RFC) започна да обучава своите пилоти на тактика за наземна атака. Преди сухопътната офанзива на RFC бяха назначени набори от цели за атака, включително окопи, точки за снабдяване и вражески летища.

## Битка

### Трета армия
Изпъкнал Камбре на север, 1917 г
Битката започва призори, приблизително в 06:30 на 20 ноември, с прогнозирана бомбардировка от 1003 оръдия по германската отбрана, последвана от дим и пълзящ бараж на 300 ярда (270 м) напред, за да покрие първите настъпления. Въпреки усилията за запазване на секретността, германците са получили достатъчно разузнавателна информация, за да бъдат в умерена готовност: очаква се атака срещу Havrincourt, както и използването на танкове. Атакуващата сила беше шест пехотни дивизии на III корпус (генерал-лейтенант Пълтни ) отдясно и IV корпус (генерал-лейтенант Чарлз Уолкомб ) отляво, подкрепени от девет батальона на танковия корпус с около 437 танка.В резерв имаше една пехотна дивизия в IV корпус и трите дивизии на кавалерийския корпус (генерал-лейтенант Чарлз Кавана ). Първоначално имаше значителен успех в повечето области и изглеждаше, че голяма победа е наблизо; линията Хинденбург е била пробита с напредване до 5,0 мили (8 км). Отдясно 12-та (Източна) дивизия напредна до Lateau Wood, преди да получи заповед да се окопае. 20-та (Лека) дивизия си проби път през La Vacquerie и след това напредна, за да превземе мост през Canal de Saint-Quentin при Масниерес. Мостът се срути под тежестта на танк, спирайки надеждите за настъпление през канала. В центъра 6-та дивизия превзе Рибекур и Маркоинг, но когато кавалерията премина късно, беше отблъсната от Нойел.
Мостът при Masnières се срути от тежестта на танк Mark IV
На фронта на IV корпус, 51-ва (планинска) дивизия (генерал-майор Джордж Харпър ) е задържана при Флескиер, нейната първа цел, която оставя атакуващите дивизии на всеки фланг изложени на анфиладен огън. Харпър беше използвал местен вариант на тренировка за танкове вместо стандартния, определен от Танковия корпус. Flesquières е една от най-укрепените точки в германската линия и е фланкиран от други укрепени точки. Неговите защитници под командването на майор Кребс се представиха добре срещу танковете, почти четиридесет бяха избити от артилерията в близост. Самотният стрелец на Flesquières (често срещано обяснение на „митичния“ немски офицер) пренебрегва факта, че на британските танкове се противопоставя специализирана противотанкова част, която се възползва от опита срещу френските танкове в офанзивата Нивел. Германците изоставят Flesquières през нощта. На запад от Flesquières, 62-ра (2-ра West Riding) дивизия преминава по целия път през Havrincourt и Graincourt до достигането на гората на Bourlon Ridge и от британската лява страна, 36-та дивизия достига пътя Bapaume-Cambrai. От танковете 180 са извън строя след първия ден, въпреки че само 65 са унищожени. От другите жертви 71 са претърпели механична повреда, а 43 са изкопани. Британците губят ок.  4000 жертви и взети 4200 пленници, което е половината от жертвите в Третата битка при Ипър(Paschendaele) и по-голям напредък за шест часа, отколкото за три месеца във Фландрия, но британците не успяват да достигнат Бурлонския хребет. Германското командване бързо изпрати подкрепления и беше облекчено, че британците не успяха да използват напълно ранните си печалби. Когато битката е подновена на 21 ноември, темпото на британското настъпление е силно забавено. Flesquières, който беше изоставен, и Cantaing бяха заловени много рано сутринта, но като цяло британците решиха да консолидират своите печалби, вместо да разширяват. Атаките на III корпус са прекратени и вниманието е насочено към IV корпус.
Изпъкнал Камбре на юг, 1917 г
Усилията бяха насочени към Бурлонския хребет. Боевете бяха ожесточени около Bourlon и при Anneux (точно преди гората) струваха скъпо. Германските контраатаки изтласкват британците от Мьовър на 21 ноември и от Фонтен на 22 ноември; когато Anneux беше превзет, 62-ра дивизия се оказа неспособна да влезе в Bourlon Wood. Британците бяха оставени изложени в изпъкналост. Хейг все още искаше Бурлон Ридж и изтощената 62-ра дивизия беше заменена от 40-та дивизия (генерал-майор Джон Понсънби ) на 23 ноември. Подкрепен от почти 100 танка и 430 оръдия, 40-та дивизия атакува горите на Бурлонския хребет сутринта на 23 ноември и постига малък напредък. Германците са поставили две дивизии от Gruppe Arras на билото с още две в резерв и Gruppe Caudry е подсилена.
Атаката на 40-та дивизия достигна билото на билото, но беше задържана там и даде повече от 4000 жертви за три дни. Още британски войски бяха изтласкани, за да се преместят отвъд гората, но британските резерви бяха бързо изчерпани и пристигаха нови германски подкрепления. Последното британско усилие е на 27 ноември от 62-ра дивизия, подпомогната от 30 танка. Ранният успех скоро беше обърнат от немска контраатака. Сега британците държаха изпъкналост с размери приблизително 6,8 мили × 5,9 мили (11 км × 9,5 км) с предна част по протежение на билото на билото. На 28 ноември офанзивата е спряна и на британските войски е наредено да положат тел и да се окопаят. Германците бързо концентрират артилерията си върху новите британски позиции. На 28 ноември над 16 000 снаряда са изстреляни в гората.

### Германска 2-ра армия
Германската контраатака
Когато британците превзеха билото, германските подкрепления започнаха да пристигат. До 23 ноември германското командване смята, че британският пробив е предотвратен и започва да обмисля контраудар и двадесет дивизии са събрани в района на Камбре. Германците планират да превземат изпъкналостта на Бурлон и също така да атакуват около Havrincourt, с отклоняващи атаки, за да задържат IV корпус; надяваха се да достигнат поне старите позиции на линията Хинденбург. Германците възнамеряват да използват новата тактика на кратък, интензивен период на обстрел, последван от бързо нападение, използвайки тактиката за проникване на Hutier, водещи елементи, атакуващи на групи, а не на вълни, и заобикаляйки силна опозиция. Три дивизии на Gruppe Arras ( Generalleutnant Ото фон Мозер ) трябваше да извършат първоначалното нападение при Бурлон. На източния фланг на британския издатък, Gruppe Caudry трябваше да атакува от Bantouzelle до Rumilly, за да превземе Marcoing. Gruppe Busigny напредва от Banteux. Двете групи имат седем пехотни дивизии.
Британски VII корпус (генерал-лейтенант Томас Сноу ), на юг от застрашената зона, предупреждава III корпус за германските приготовления. Германската атака започва в 7:00 сутринта на 30 ноември; почти веднага по-голямата част от дивизиите на III корпус са силно ангажирани. Настъплението на германската пехота на юг беше неочаквано бързо. Командирите на 12-та (Източна) дивизия и 29-та дивизия бяха почти пленени, с бригаден генерал Бъркли Винсенттрябваше да си проправи път от щаба си и да грабне хора от отстъпващите части, за да се опита да спре германците. На юг германското настъпление се разпростира на 8,1 мили (13 км) и достига на няколко мили от село Мец и връзката му с Бурлон.
При Бурлон германците претърпяха много загуби. Британските части демонстрират безразсъдна решителност; една група от осем британски картечници изстреля над 70 000 изстрела срещу германския напредък. Концентрацията на британските усилия за задържане на билото е ефективна, но позволява на германското напредване другаде по-големи възможности. Само контраатаки на гвардейската дивизия, пристигането на британските танкове и падането на нощта позволяват задържането на линията. На следващия ден импулсът на германското настъпление е загубен, но натискът на 3 декември води до германското превземане на La Vacqueri и британско изтегляне на източния бряг на канала St Quentin. Германците бяха достигнали линия, извиваща се от Куентин Ридж до близо до Маркоинг. Германското превземане на хребета Бонавис направи британското задържане на Бурлон несигурно. На 3 декември Хейг нарежда частично отстъпление от северния издатък и до 7 декември британските завоевания са изоставени с изключение на част от линията Хинденбург около Хавринкур, Рибекур и Флескиер. Германците са разменили тази териториална загуба за малко по-малък сектор на юг от Уелския хребет.

## Последица

### Анализ
Фронтови линии преди и след битката
Първият ден на успеха беше посрещнат във Великобритания от звъна на църковните камбани. Масовото използване на танкове, въпреки че е по-нататъшно увеличение в сравнение с предишните разполагания, не е съвсем ново, но успехът на атаката и произтичащият от това ентусиазъм на съюзническата преса, включително в Съединените щати, са безпрецедентни. Особената ефективност на танковете при Камбре е първоначалното преминаване през отбранителни съоръжения от бодлива тел, които преди това са били „предполагани от германците за непревземаеми“.

Първоначалният британски успех показа, че дори най-силната защита на окопите може да бъде преодоляна чрез изненадваща атака, използвайки комбинация от нови методи и оборудване, отразявайки общото увеличение на британския капацитет за комбиниране на пехота, артилерия, танкове и самолети в атаки. Германското съживяване след шока от британската атака подобри немския морал, но потенциалът за подобни атаки означаваше, че германците трябваше да насочат ресурси към противотанкова защита и оръжия, допълнително изискване, което германците трудно можеха да си позволят да посрещнат,
Навсякъде, където земята е подходяща за танкове, може да се очакват изненадващи атаки като тази. При това положение не може да има повече споменаване на тихи фронтове. 
Германската контраатака показа ефективността на артилерията, траншейните минохвъргачки и развиващите се тактики на щурмоваци, възприети от модела, въведен от генерал Хутие срещу руснаците. От германска гледна точка възникват въпроси относно снабдяването на бойното поле извън релсите и пригодността на картечницата MG 08 за бързо движение. До края на битката британците задържат част от превзетата земя на север, а германците – по-малка част на юг. Британците проведоха няколко разследвания, включително следствен съд.  

### Жертви
Според статистиката на военните усилия на Британската империя по време на Първата световна война британските сили в периода на битката при Камбре са претърпели 75 681 жертви, 10 042 убити или починали от рани, 48 702 ранени и 16 987 изчезнали или военнопленници. Унищожени са близо 180 танка. Според медицинския доклад на германската армия през световната война 1914 – 1918 германските сили претърпяха 54 720 жертви при Камбре, 8 817 убити и починали от рани, 22 931 ранени и 22 972 изчезнали и военнопленници. Британците записват загубите на базата на ежедневно преброяване на хората, а германците броят пациентите в болница на всеки десет дни, което не включва леко ранени, които се очаква да се върнат на служба след няколко дни, неевакуирани от зоната на корпуса.

## Мемориали и гробища
Пленен британски танк през 1917 г. (Битката при Камбре).
Битката при Камбре се отбелязва ежегодно от Кралския танков полк в деня на Камбре, което е важно събитие в календара на полка. Приносът на Нюфаундлендския полк в битката при Камбре през 1917 г. се почита в село Masnières в мемориала Masnières Newfoundland. Денят на Cambrai също се празнува от 2-ри Lancers (GH) на индийската армия на 1 декември всяка година, тъй като Lance Dafadar Gobind Singh от това звено беше награден с кръст Виктория по време на тази битка. Името Cambrai е избрано през 1917 г. като ново име за южноавстралийския град Рейн Вила, едно от многото австралийски имена на места, променени от немски имена по време на Първата световна война. По време наРемилитаризацията на Рейнланд в края на 30-те години на миналия век, Германия наименува новопостроената Kaserne в Дармщат след битката, която по-късно се слива с близката Freiherr von Fritsch Kaserne, за да стане Cambrai-Fritsch Kaserne. Армията на Съединените щати окупира Cambrai-Fritsch Kaserne от края на Втората световна война до 2008 г., когато земята е върната на германското правителство.

### Британски гробища
Комисията за военни гробове на Британската общност има четири мемориала с имената или останките на 9100 военнослужещи от Британската общност, загинали по време на битката при Камбре:
- Мемориал на изчезналите в Камбре – паметникът изброява 7048 изчезнали войници от Обединеното кралство и Южна Африка, които са загинали и нямат известни гробове.
- Британско гробище Flesquieres Hill – погребани са 900 военнослужещи, една трета неидентифицирани.
- Orival Wood Cemetery – погребани са 200 военнослужещи.
- Британско гробище Hermies Hill – погребани са 1000 военнослужещи.

### Немски гробища
Германското военно гробище на Route de Solesmes е създадено преди офанзивата през май 1917 г., в момента побира останките на 10 685 германски и 501 британски войници.